# Steimles Welt
Steimles Welt war eine deutsche Fernsehserie, die von 2013 bis 2019 im MDR ausgestrahlt wurde. Der Kabarettist Uwe Steimle tourte darin zusammen mit Michael Seidel in einem  Wartburg 312  samt Nagetusch-Wohnwagen durchs Sendegebiet und besuchte Menschen in Mitteldeutschland. Mit ihnen unterhielt er sich über ihre Geschichten vor und nach der Wende.

## Inhalte und Rezeption
Das Format widmet sich den kleinen, oft übersehenen Dingen des Lebens wie der Hofkäserei von Wehrsdorf, der Semmichauer Instrumentenwerkstatt oder dem Bauernmarkt in Görlitz. In „geübter Spontaneität“ reise Steimle durch Ostsachsen, so die Sächsische Zeitung, und „man reist gern mit ihm und seinem hintergründigen Witz“. Seit der ersten Sendung von 2013 vergibt Steimle gerne den Titel „Weltkulturerbe“, beispielsweise für die sächsische Semmel, den Mittagsschlaf, das Oberlausitzer Nationalgericht Teichelmauke, die Gaslaterne und die Nasenflöte. Zur Landespolitik meinte er damals, dass in Sachsen „jeder Ministerpräsident werden könne, nur kein Sachse“. Der damalige sächsische Regierungschef Stanislaw Tillich ist Sorbe und in Sachsen geboren. Steimle führt bei seinen Reisen nicht nur Gespräche mit den kleinen Leuten, sondern auch mit Prominenten wie dem Theologen Friedrich Schorlemmer, mit dem er sich über Martin Luther und die Reformation unterhielt, oder dem  Auschwitz-Überlebenden und Zeitzeugen Justin Sonder. In der Folge „Der Zauberer von Ost“ stand Karl May anlässlich seines 175. Geburtstages im Februar 2017 im Mittelpunkt. Gedreht wurde dafür im Karl-May-Museum Radebeul. Steimle traf außerdem den Orgelbauer Georg Wünning und besuchte das Museum für Nummernschilder, Verkehrs- und Zulassungsgeschichte. Ein andermal traf er in Halle den Kunstmaler  Uwe Pfeifer, in Eisleben die laut Guinness-Buch weltweit älteste aktive Tanzlehrerin Gisela Weser und beim Friedensfahrt-Museum in Kleinmühlingen den ehemaligen Radrennfahrer Täve Schur, um dann in  Brandis eine Spritztour mit dem im DDR-Volksmund als „Zigarre“ genannten Bus Ikarus 55 zu machen.
In der im Oktober 2017 ausgestrahlten Folge trat Steimle im „Putin-Versteher-Shirt“ auf und erzählte, dass im Freiberger Dom eine nicht näher bezeichnete Personengruppe „hinter den Altar kacken“ würde. Zudem wurde vom Hörensagen berichtet, dass „in Mülsen […] die Syrer alle Forellen aus dem Fluss geklaut“ hätten. Die  Leipziger Volkszeitung merkte dazu an, dass man sich nicht sicher sei, ob hier „absurde und oft gefälschte Horrormeldungen über Asylbewerber hops genommen werden“ sollen oder ob das anders gemeint sei. Dies sei durchaus typisch für Steimle. Nach der Sendung verbreitete sich über einschlägige Internet-Portale und Social-Media-Accounts die „Nachricht“, dass auch hinter der angeblichen Verunreinigung des Doms Flüchtlinge stecken würden.
Seit Januar 2018 tritt Steimle auch mit einem Bühnenprogramm unter dem gleichen Titel auf.
Anfang Dezember 2019 teilte der MDR mit, dass die Sendung im Jahr 2020 nicht weitergeführt werde. Grund hierfür sei, dass Steimle in öffentlichen Äußerungen wiederholt die Unabhängigkeit des öffentlich-rechtlichen Rundfunks infrage gestellt hat und ihm eine „mangelnde Staatsferne“ attestierte. Das Vertrauensverhältnis sei für eine gute und respektvolle Zusammenarbeit damit schlicht nicht mehr vorhanden, so der MDR. Eine Online-Petition für die Wiederaufnahme der Sendung unterzeichneten über 50.000 Menschen.

## Folgen
| Titel                           | Erstausstrahlung   | Dauer | Bemerkung             |
| ------------------------------- | ------------------ | ----- | --------------------- |
| Dresden – Görlitz und zurück    | 4. Mai 2013        | 90    |                       |
| Folge 1                         | 27. Juli 2014      | 45    |                       |
| Folge 2                         | 3. August 2014     | 45    |                       |
| Folge 3                         | 10. August 2014    | 45    |                       |
| Folge 4                         | 17. August 2014    | 45    |                       |
| Folge 5                         | 24. August 2014    | 45    |                       |
| Steimles Welt – Special         | 25. Januar 2015    | 90    |                       |
| Frühling                        | 31. Mai 2015       | 90    |                       |
| Äh … moschen                    | 15. November 2015  | 90    |                       |
| Friede, Freude, Eierschecke     | 29. Mai 2016       | 90    |                       |
| мир san мир                     | 18. September 2016 | 90    | Gast: Helmut Schleich |
| These 96 – Flutschen musses     | 13. November 2016  | 90    |                       |
| Der Zauberer von Ost            | 26. Februar 2017   | 90    |                       |
| Wunschbriefkasten               | 28. Mai 2017       | 90    | Gast: Lutz Jahoda     |
| Provinzknaller                  | 29. Oktober 2017   | 90    |                       |
| Ä bissel wie Weihnachten        | 3. Dezember 2017   | 90    |                       |
| Wunschbriefkasten (1)           | 10. Januar 2018    | 45    |                       |
| Wunschbriefkasten (2)           | 17. Januar 2018    | 45    |                       |
| Wunschbriefkasten – Das Finale  | 21. Januar 2018    | 90    |                       |
| Volkskunst                      | 13. Mai 2018       | 90    |                       |
| Kling klang, die Straße entlang | 26. August 2018    | 90    |                       |
| Schema Eff                      | 11. November 2018  | 90    |                       |
| Unvergessen                     | 17. März 2019      | 90    |                       |
| Aus der Lameng                  | 19. Mai 2019       | 90    |                       |
| Mit dem Strom                   | 25. August 2019    | 90    |                       |
| Die Trasse – Wir waren dabei!   | 17. November 2019  | 90    |                       |